# Duroniella laeviceps
Duroniella laeviceps är en insektsart som beskrevs av Boris Petrovich Uvarov 1938. Duroniella laeviceps ingår i släktet Duroniella och familjen gräshoppor. Inga underarter finns listade i Catalogue of Life.